# Sinoraphidia viridis
Sinoraphidia viridis là một loài côn trùng trong họ Mesoraphidiidae thuộc bộ Raphidioptera. Loài này được Hong miêu tả năm 1982.